# Adrian Hădean
Adrian Hădean (ur. 4 września 1977 w Aradzie) – rumuński kuchmistrz i autor książek kucharskich.

## Życiorys
Urodził się w Aradzie, ale dzieciństwo spędził w Baia Mare, gdzie uczył się kucharskiego rzemiosła. Karierę profesjonalnego kucharza rozpoczął w 1998, a już w wieku 24 lat został właścicielem restauracji. Należy do najbardziej rozpoznawalnych szefów kuchni w Rumunii. W lokalnej telewizji w Baja Mare prowadził program kulinarny Sare și Piper (Sól i pieprz), a następnie program Rețete fără secrete (Przepisy bez tajemnic) dla stacji Antena 1 TV. Od 2014 znajduje się w jury rumuńskiej edycji programu MasterChef, uczestnicząc w jego kolejnych czterech edycjach.
W 2003 opublikował książkę, noszącą ten sam tytuł co program telewizyjny (Sare și piper), a następnie dwa tomy książek kucharskich opatrzonych wspólnym tytułem 1000 Rețete (1000 przepisów), przedstawiających kolejno: desery i dania szybkie. Osobną publikację Hădean poświęcił przepisom na pieczenie chleba.
Współpracuje z władzami w Cluj-Napoce w ramach projektu Farfurii curate (Czyste talerze), którego celem jest wprowadzenie zdrowego odżywiania w przedszkolach. Uczestniczy w projekcie Arena Bucătarilor (Arena Kuchmistrzów) – zawodach dla najlepszych w Rumunii szefów kuchni.
Jest żonaty (żona: Sonia Nechifor), ma syna. Prowadzi bloga o tematyce kulinarnej. W 2015 uzyskał nagrodę Forbes Hero od rumuńskiej edycji miesięcznika Forbes za promowanie zdrowego stylu życia w Rumunii.